# Papa Don't Preach
"Papa Don't Preach" là một bài hát của nghệ sĩ thu âm người Mỹ Madonna nằm trong album phòng thu thứ ba của cô, True Blue (1986). Nó được phát hành vào ngày 11 tháng 6 năm 1986 như là đĩa đơn thứ hai trích từ album bởi Sire Records và Warner Bros. Records. Ngoài ra, bài hát còn xuất hiện trong nhiều album tuyệt phẩm của Madonna, như The Immaculate Collection (1990) và Celebration (2009). "Papa Don't Preach" được viết lời bởi Brian Elliot bên cạnh sự tham gia hỗ trợ viết lời từ Madonna, và nữ ca sĩ cũng tham gia đồng sản xuất nó với Stephen Bray, cộng tác viên quen thuộc trong khoảng thời gian đầu sự nghiệp của cô. Được lấy cảm hứng từ những câu chuyện phiếm mà Elliot nghe được từ những nữ sinh thường dừng lại để chỉnh tóc và trò chuyện bên ngoài phòng thu của mình, bài hát là một bản dance-pop mang nội dung đề cập đến một cô gái trẻ phải đối mặt với việc mang thai tuổi vị thành niên và nạo phá thai, và phải chịu sự phản ứng gay gắt từ người cha của cô.
Sau khi phát hành, "Papa Don't Preach" nhận được đánh giá tích cực từ các nhà phê bình âm nhạc, trong đó họ nhấn mạnh nó như là một điểm nhấn nổi bật từ True Blue, đồng thời đánh dấu bước ngoặt lớn trong sự nghiệp của Madonna dưới cương vị một trong những nghệ sĩ thành công nhất thập niên 1980. Ngoài ra, bài hát còn gặt hái nhiều giải thưởng và đề cử ở những lễ trao giải lớn, bao gồm một đề cử giải Grammy cho Trình diễn giọng pop nữ xuất sắc nhất tại lễ trao giải thường niên lần thứ 29. "Papa Don't Preach" cũng gặt hái những thành công ngoài sức tưởng tượng về mặt thương mại, đứng đầu các bảng xếp hạng ở Úc, Bỉ, Canada, Đan Mạch, Phần Lan, Ireland, Ý, Na Uy và Vương quốc Anh, đồng thời lọt vào top 10 ở tất cả những quốc gia nó xuất hiện, bao gồm vươn đến top 5 ở những thị trường lớn như Áo, Pháp, Đức, Hà Lan, New Zeland, Tây Ban Nha và Thụy Sĩ. Tại Hoa Kỳ, nó đạt vị trí số một trên bảng xếp hạng Billboard Hot 100 trong hai tuần liên tiếp, trở thành đĩa đơn quán quân thứ tư của Madonna tại đây.
Video ca nhạc cho "Papa Don't Preach" được đạo diễn bởi James Foley, trong đó tập trung khai thác câu chuyện Madonna đang cố gắng giải thích với cha cô về việc mình mang thai, xen kẽ với những cảnh cô hát trong một căn phòng nhỏ và giành một buổi tối lãng mạn với bạn trai. Nó đã nhận được ba đề cử tại giải Video âm nhạc của MTV năm 1987 cho Video xuất sắc nhất của nữ ca sĩ, Quay phim xuất sắc nhất và Trình diễn tổng thể xuất sắc nhất, và chiến thắng giải đầu tiên. Để quảng bá bài hát, Madonna đã trình diễn nó trong nhiều chuyến lưu diễn thế giới của cô. Kể từ khi phát hành, "Papa Don't Preach" đã thu hút những cuộc thảo luận sôi nổi về nội dung của nó, trong đó nhiều tổ chức về phụ nữ và kế hoạch hóa gia đình lên tiếng chỉ trích nữ ca sĩ đang khuyến khích việc mang thai tuổi vị thành niên, nhưng nhiều tổ chức chống phá thai cho rằng bài hát chứa đựng một thông điệp tích cực. Ngoài ra, nó còn được hát lại bởi một số nghệ sĩ, bao gồm "Weird Al" Yankovic, Kelly Osbourne và dàn diễn viên của Glee.

## Danh sách bài hát
| - Đĩa 7" tại Hoa Kỳ 1. "Papa Don't Preach" (bản LP) – 4:27 2. "Pretender" (bản LP) – 4:28 - Đĩa 7" tại Anh quốc 1. "Papa Don't Preach" (bản LP) – 4:27 2. "Ain't No Big Deal" – 4:12 - Đĩa 7" tại Nhật Bản 1. "Papa Don't Preach" (bản LP) – 4:27 2. "Think of Me" (bản LP) – 4:54 - Đĩa CD video trên toàn cầu 1. "Papa Don't Preach" (bản LP) – 4:27 2. "Papa Don't Preach" (phối mở rộng) – 5:43 3. "Pretender" (bản LP) – 4:28 4. "Papa Don't Preach" (video ca nhạc) – 5:00 | - Đĩa 12" maxi tại Hoa Kỳ 1. "Papa Don't Preach" (phối mở rộng) – 5:43 2. "Pretender" (bản LP) – 4:28 - Đĩa 12" giới hạn tại Đức/Anh quốc 1. A1."Papa Don't Preach" (bản mở rộng) – 5:45 2. B1."Ain't No Big Deal" – 4:12 3. B2."Papa Don't Preach" (bản LP) – 4:27 - Đĩa CD Maxi tại Đức/Anh quốc (1995) 1. "Papa Don't Preach" (bản mở rộng) – 5:45 2. "Ain't No Big Deal" – 4:12 3. "Papa Don't Preach" (bản LP) – 4:27 |

## Thành phần thực hiện
Thành phần thực hiện được trích từ ghi chú của True Blue, Sire Records.
- Madonna – hát chính, hỗ trợ viết lời, sản xuất
- Brian Elliot – viết lời
- Stephen Bray – sản xuất, synth bass, bộ gõ, trống, đàn phím
- David Williams – guitar nhịp
- Bruce Gaitsch – guitar điện
- John Putnam – guitar mộc, guitar điện
- Fred Zarr – hỗ trợ đàn phím
- Johnathan Moffett – bộ gõ
- Billy Meyers – lập trình dàn dây
- Siedah Garrett – giọng nền
- Edie Lehmann – giọng nền

## Xếp hạng
| Bảng xếp hạng (1986)                  | Vị trí cao nhất |
| ------------------------------------- | --------------- |
| Úc (Kent Music Report)                | 1               |
| Áo (Ö3 Austria Top 40)                | 4               |
| Bỉ (Ultratop 50 Flanders)             | 1               |
| Canada (RPM)                          | 1               |
| Đan Mạch (IFPI)                       | 1               |
| Châu Âu (European Hot 100 Singles)    | 1               |
| Phần Lan (Suomen virallinen lista)    | 1               |
| Pháp (SNEP)                           | 3               |
| Đức (Official German Charts)          | 2               |
| Ireland (IRMA)                        | 1               |
| Ý (FIMI)                              | 1               |
| Nhật Bản Quốc tế (Oricon)             | 1               |
| Hà Lan (Dutch Top 40)                 | 2               |
| Hà Lan (Single Top 100)               | 1               |
| New Zealand (Recorded Music NZ)       | 3               |
| Na Uy (VG-lista)                      | 1               |
| Bồ Đào Nha (IFPI)                     | 1               |
| Nam Phi (Springbok Radio)             | 4               |
| Tây Ban Nha (AFYVE)                   | 4               |
| Thụy Điển (Sverigetopplistan)         | 6               |
| Thụy Sĩ (Schweizer Hitparade)         | 2               |
| Anh Quốc (OCC)                        | 1               |
| Hoa Kỳ Billboard Hot 100              | 1               |
| Hoa Kỳ Adult Contemporary (Billboard) | 16              |
| Hoa Kỳ Dance Club Songs (Billboard)   | 4               |

| Bảng xếp hạng (1986)                 | Vị trí |
| ------------------------------------ | ------ |
| Australia (Kent Music Report)        | 9      |
| Austria (Ö3 Austria Top 40)          | 21     |
| Belgium (Ultratop 50 Flanders)       | 6      |
| Canada (RPM)                         | 13     |
| Denmark (IFPI)                       | 13     |
| Europe (European Hot 100 Singles)    | 1      |
| France (SNEP)                        | 35     |
| Germany (Official German Charts)     | 18     |
| Italy (FIMI)                         | 1      |
| Netherlands (Dutch Top 40)           | 9      |
| Netherlands (Single Top 100)         | 13     |
| New Zealand (Recorded Music NZ)      | 13     |
| Switzerland (Schweizer Hitparade)    | 14     |
| UK Singles (Official Charts Company) | 8      |
| US Billboard Hot 100                 | 29     |
| US Hot Dance Club Songs (Billboard)  | 43     |

| Bảng xếp hạng (1980-89)    | Vị trí |
| -------------------------- | ------ |
| Netherlands (Dutch Top 40) | 75     |
| US Billboard Hot 100       | 126    |

| Bảng xếp hạng        | Vị trí |
| -------------------- | ------ |
| US Billboard Hot 100 | 579    |

## Chứng nhận
| Quốc gia | Chứng nhận | Số đơn vị/doanh số chứng nhận     |
| --- | ---------- | --------------------------------- |
| Bỉ (BEA) | Vàng       | 100.000Metz & Benson 1999, tr. 48 |
| Pháp (SNEP) | Bạc        | 250.000*                          |
| Nhật Bản (RIAJ) | —          | 34,410                            |
| Anh Quốc (BPI) | Vàng       | 651,000                           |
| Hoa Kỳ (RIAA) | Vàng       | 1.000.000^                        |
| * Chứng nhận dựa theo doanh số tiêu thụ. ^ Chứng nhận dựa theo doanh số nhập hàng. ‡ Chứng nhận dựa theo doanh số tiêu thụ và phát trực tuyến. |            |                                   |